# Christian Kouakou (football, 1991)
Pour les articles homonymes, voir Kouakou.
Ne doit pas être confondu avec le footballeur suédois né en 1995 Christian Kouakou.
 (février 2019).
Si vous disposez d'ouvrages ou d'articles de référence ou si vous connaissez des sites web de qualité traitant du thème abordé ici, merci de compléter l'article en donnant les références utiles à sa vérifiabilité et en les liant à la section « Notes et références ».
Christian Kouakou, né le 1er mars 1991 à Abidjan en Côte d'Ivoire, est un footballeur ivoirien qui évolue au poste d'attaquant avec le club du Yenicami Ağdelen SK|.

## Biographie
Christian Kouakou commence le football dans son pays natal en Côte d'Ivoire dans le club de Toumodi FC qui a révélé des joueurs ivoiriens tels que Seydou Doumbia ou Benjamin Brou Angoua. Il se fait rapidement repéré par des recruteurs étrangers et plus particulièrement belges, c'est  d'Anderlecht qui le recrute à l'âge de 16 ans.
Un nouveau pays s'offre au jeune Kouakou qui ne parvient pas à éclore et reste cloisonné aux équipes jeunes du club bruxellois. Après deux ans et demi en Belgique, il signe en janvier 2010 en Thaïlande. Il arrive dans l'un des clubs les plus riches du pays : le Muangthong United. Accompagné de quelques Ivoiriens au sein du club, Kouakou est performant. Dès la première saison, il est champion de Thaïlande et remporte la Kor Royal Cup. Il participe grandement à ces deux titres avec 33 matchs et 13 buts toutes compétitions confondues.
Il découvre les joutes continentales avec un joli parcours en Coupe de l'AFC 2010 arrivant en demi-finale. Après deux saisons et demie, Kouakou accumule trois titres pour 76 matchs et 36 buts avec Muangthong United.
Le 11 juillet 2012, il retourne en Europe en Ligue 2 au Tours FC pour un montant de 250 000 €. Il signe un contrat de quatre ans jusqu'en 2016.
Le 15 décembre, lors de la 18e journée de Ligue 2 Christian Kouakou se fait remarquer. En effet, il marque son premier but sous ses nouvelles couleurs en championnat mais ce dernier est entaché d'une polémique. Après un corner du Tours FC, le gardien d'Arles-Avignon Naby-Moussa Yattara capte le ballon et pensant à une charge inexistante du défenseur tourangeau Xavier Tomas et d'un coup de sifflet de l'arbitre Alexandre Perreau Niel pose le ballon à terre. Kouakou surgit par derrière et marque un but alors que le jeu est arrêté.
Après quatre saisons et demi sous le maillot tourangeau, il signe le 1er février 2016 dans les dernières heures du mercato un contrat de 3 ans et demi pour le SM Caen. Il inscrit son premier but en Ligue 1 face à Monaco d'un retourné acrobatique, permettant à son équipe d'arracher le point du match nul. 
Fin août 2016, il est prêté un an au Nîmes Olympique en Ligue 2, avec une option d'achat qui ne sera pas levée. En septembre 2018 il résilie son contrat avec le SM Caen.

## Palmarès
| - Muangthong United - Championnat de Thaïlande - Vainqueur (1) : 2010. - Coupe Kor Royal - Vainqueur (1) : 2010 (en) - Finaliste (1) : 2011. |

## Statistiques
| Saison                | Club                  | Championnat           | Championnat | Championnat | Coupe nationale | Coupe nationale | Coupe de la Ligue | Coupe de la Ligue | Compétition(s) continentale(s) | Compétition(s) continentale(s) | Compétition(s) continentale(s) | Coupe Kor Royal | Coupe Kor Royal | Total | Total |
| Saison                | Club                  | Division              | M.          | B.          | M.              | B.              | M.                | B.                | Comp.                          | M.                             | B.                             | M.              | B.              | M.    | B.    |
| 2010-2011             | Muangthong United     | 1                     | 33          | 13          | 3               | 3               | -                 | -                 | ACL+AC                         | 2+4                            | 1+0                            | 1               | 0               | 43    | 17    |
| 2011-2012             | Muangthong United     | 1                     | 20          | 12          | 1               | 1               | -                 | -                 | ACL+AC                         | 1+9                            | 0+5                            | 1               | 1               | 32    | 19    |
| Sous-total            | Sous-total            | Sous-total            | 53          | 25          | 4               | 4               | -                 | -                 | -                              | 16                             | 6                              | 2               | 1               | 75    | 36    |
| 2012-2013             | Tours FC              | 2                     | 24          | 4           | -               | -               | 2                 | 0                 | -                              | -                              | -                              | -               | -               | 26    | 4     |
| 2013-2014             | Tours FC              | 2                     | 34          | 9           | 1               | 0               | 4                 | 0                 | -                              | -                              | -                              | -               | -               | 39    | 9     |
| 2014-2015             | Tours FC              | 2                     | 18          | 6           | 3               | 0               | 1                 | 0                 | -                              | -                              | -                              | -               | -               | 22    | 6     |
| 2015-2016             | Tours FC              | 2                     | 18          | 6           | 3               | 0               | 2                 | 1                 | -                              | -                              | -                              | -               | -               | 23    | 7     |
| Sous-total            | Sous-total            | Sous-total            | 94          | 25          | 7               | 0               | 9                 | 1                 | -                              | -                              | -                              | -               | -               | 110   | 26    |
| 2015-2016             | SM Caen               | 1                     | 6           | 1           | -               | -               | -                 | -                 | -                              | -                              | -                              | -               | -               | 6     | 1     |
| Sous-total            | Sous-total            | Sous-total            | 6           | 1           | 0               | 0               | 0                 | 0                 | -                              | -                              | -                              | -               | -               | 6     | 1     |
| Total sur la carrière | Total sur la carrière | Total sur la carrière | 153         | 51          | 11              | 4               | 9                 | 1                 | -                              | 16                             | 6                              | 2               | 1               | 191   | 63    |